# Герд Милер
Герхард Герд Милер (Нердлинген, 3. новембар 1945 — Волфратсхаузен, 15. август 2021) био је немачки фудбалер. Пеле га је 2004. именовао за једног од 100 најбољих живих фудбалера на свету.

## Каријера
Милер је поникао у екипи Нердлингена а у Бајерн Минхен прелази 1964. године. Бајерн се тада такмичио у Регионалној лиги Југ, што је тада био други ранг такмичења. У њему су већ играли Франц Бекенбауер и Сеп Мајер, са којима је обележио наредне године немачког фудбала. У тој сезони је клуб заузео прво место и пласирао се у Бундеслигу. Са Бајерном је Милер био по четири пута шампион Немачке и победник Купа. Три пута су освојили Куп шампиона а по једном Интерконтинентални куп и Куп победника купова. Седам пута је био најбољи стрелац Бундеслиге и два пута најбољи стрелац Европе. Постигао је укупно 365 голова у 427 Бундеслигашких мечева, што је за скоро 100 голова више од другог стрелца Бундеслиге, Клауса Фишера. Још увек држи рекорд по броју постигнутих голова у Немачком првенству. У сезони 1971/72. уписао се у стрелце 40 пута. Одиграо је 62 утакмице у Купу Немачке и био стрелац 68 голова. Његових 66 погодака у 74 наступа у Евро куповима још увек представљају рекорд.
Након одласка из Немачке одлази у Сједињене Америчке Државе где три сезоне наступа за екипу Форт Лодердејл страјкерса. У њиховом дресу је 38 пута био стрелац и са њима је једном стигао до финала плеј офа али су у њему били поражени.
По завршетку играчке каријере одао се пићу. Уз помоћ својих бивших саиграча из Бајерна успешно се лечио од алкохолизма. Након завршене рехабилитације почео је да ради као тренер резервног тима Бајерна. На тој функцији се налази и данас.

## Репрезентација
За сениорску репрезентацију Западне Немачке је одиграо 62 утакмица и постигао 68 голова, (1966-1974). За репрезентацију Западне Немачке је дебитовао 12. октобра 1966. године, на утакмици против Турске у Анкари. Свој сјајни голгетерски учинак у репрезентацији је почео 8. априла 1967. године, на утакмици квалификација за Европско првенство 1968. против репрезентације Албаније у Дортмунду. Немачка је тада славила са 6-0, а Милер је био четвороструки стрелац. На светским првенствима је постигао укупно 14 голова. Десет пута се уписао у стрелце на Светском првенству 1970. а још четири гола је постигао на Светском првенству 1974. Укупно најбољи стрелац светских првенстава је био све до 27. јуна 2006. када је на Светском првенству у Немачкој бразилски нападач Роналдо, у утакмици против Гане постигао свој укупно 15 гол, али на четири Светска првенства. Милер је био члан репрезентације која је освојила Европско првенство 1972. године, и био је најбољи стрелац тог првенства са четири поготка, од којих је два постигао у финалу против Совјетског Савеза. Последњу утакмицу у дресу са државним грбом одиграо је 7. јула 1974. године у Минхену, у финалу Светског првенства 1974. Немачка је тада савладала Холандију са 2-1, а Милер је био стрелац победоносног гола.

### Голови за репрезентацију
| #   | Датум               | Место                   | Противник       | Гол  | Резултат | Такмичење                                 |
| --- | ------------------- | ----------------------- | --------------- | ---- | -------- | ----------------------------------------- |
| 1.  | 8. април 1967.      | Дортмунд, Немачка       | Албанија        | 1-0  | 6-0      | Квалификације за Европско првенство 1968. |
| 2.  | 8. април 1967.      | Дортмунд, Немачка       | Албанија        | 2-0  | 6-0      | Квалификације за Европско првенство 1968. |
| 3.  | 8. април 1967.      | Дортмунд, Немачка       | Албанија        | 3-0  | 6-0      | Квалификације за Европско првенство 1968. |
| 4.  | 8. април 1967.      | Дортмунд, Немачка       | Албанија        | 6-0  | 6-0      | Квалификације за Европско првенство 1968. |
| 5.  | 27. септембар 1967. | Берлин, Немачка         | Француска       | 4-0  | 5-1      | Пријатељска                               |
| 6.  | 7. октобар 1967.    | Хамбург, Немачка        | Југославија     | 2-1  | 3-1      | Квалификације за Европско првенство 1968. |
| 7.  | 13. октобар 1968.   | Беч, Аустрија           | Аустрија        | 1-0  | 2-0      | Квалификације за Светско првенство 1970.  |
| 8.  | 23. новембар 1968.  | Никозија, Кипар         | Кипар           | 1-0  | 1-0      | Квалификације за Светско првенство 1970.  |
| 9.  | 26. март 1969.      | Франкфурт, Немачка      | Велс            | 1-1  | 1-1      | Пријатељска                               |
| 10. | 16. април 1969.     | Глазгов, Шкотска        | Шкотска         | 1-0  | 1-1      | Квалификације за Светско првенство 1970.  |
| 11. | 10. мај 1969.       | Нирнберг, Немачка       | Аустрија        | 1-0  | 1-0      | Квалификације за Светско првенство 1970.  |
| 12. | 21. мај 1969.       | Есен, Немачка           | Кипар           | 1-0  | 12-0     | Квалификације за Светско првенство 1970.  |
| 13. | 21. мај 1969.       | Есен, Немачка           | Кипар           | 7-0  | 12-0     | Квалификације за Светско првенство 1970.  |
| 14. | 21. мај 1969.       | Есен, Немачка           | Кипар           | 9-0  | 12-0     | Квалификације за Светско првенство 1970.  |
| 15. | 21. мај 1969.       | Есен, Немачка           | Кипар           | 12-0 | 12-0     | Квалификације за Светско првенство 1970.  |
| 16. | 21. септембар 1969. | Беч, Аустрија           | Аустрија        | 1-1  | 1-1      | Пријатељска                               |
| 17. | 22. октобар 1969.   | Хамбург, Немачка        | Шкотска         | 2-1  | 3-2      | Квалификације за Светско првенство 1970.  |
| 18. | 3. јун 1970.        | Леон, Мексико           | Мароко          | 2-1  | 2-1      | Светско првенство 1970.                   |
| 19. | 7. јун 1970.        | Леон, Мексико           | Бугарска        | 2-1  | 5-2      | Светско првенство 1970.                   |
| 20. | 7. јун 1970.        | Леон, Мексико           | Бугарска        | 3-1  | 5-2      | Светско првенство 1970.                   |
| 21. | 7. јун 1970.        | Леон, Мексико           | Бугарска        | 5-1  | 5-2      | Светско првенство 1970.                   |
| 22. | 10. јун 1970.       | Леон, Мексико           | Перу            | 1-0  | 3-1      | Светско првенство 1970.                   |
| 23. | 10. јун 1970.       | Леон, Мексико           | Перу            | 2-0  | 3-1      | Светско првенство 1970.                   |
| 24. | 10. јун 1970.       | Леон, Мексико           | Перу            | 3-0  | 3-1      | Светско првенство 1970.                   |
| 25. | 14. јун 1970.       | Леон, Мексико           | Енглеска        | 3-2  | 3-2 (пп) | Светско првенство 1970.                   |
| 26. | 17. јун 1970.       | Мексико сити, Мексико   | Италија         | 2-1  | 3-4 (пп) | Светско првенство 1970.                   |
| 27. | 17. јун 1970.       | Мексико Сити,Мексико    | Италија         | 3-3  | 3-4 (пп) | Светско првенство 1970.                   |
| 28. | 9. септембар 1970.  | Нирнберг, Немачка       | Мађарска        | 2-0  | 3-1      | Пријатељска                               |
| 29. | 9. септембар 1970.  | Нирнберг, Немачка       | Мађарска        | 3-1  | 3-1      | Пријатељска                               |
| 30. | 17. октобар 1970.   | Келн, Немачка           | Турска          | 1-1  | 1-1      | Квалификације за Европско првенство 1972. |
| 31. | 17. фебруар 1971.   | Тирана, Албанија        | Албанија        | 1-0  | 1-0      | Квалификације за Европско првенство 1972. |
| 32. | 25. април 1971.     | Истанбул, Турска        | Турска          | 1-0  | 3-0      | Квалификације за Европско првенство 1972. |
| 33. | 25. април 1971.     | Истанбул, Турска        | Турска          | 2-0  | 3-0      | Квалификације за Европско првенство 1972. |
| 34. | 22. јун 1971.       | Осло, Норвешка          | Норвешка        | 2-0  | 7-1      | Пријатељска                               |
| 35. | 22. јун 1971.       | Осло, Норвешка          | Норвешка        | 4-0  | 7-1      | Пријатељска                               |
| 36. | 22. јун 1971.       | Осло, Норвешка          | Норвешка        | 5-0  | 7-1      | Пријатељска                               |
| 37. | 30. јун 1971.       | Копенхаген, Данска      | Данска          | 1-1  | 3-1      | Пријатељска                               |
| 38. | 8. септембар 1971.  | Хановер, Немачка        | Мексико         | 2-0  | 5-0      | Пријатељска                               |
| 39. | 8. септембар 1971.  | Хановер, Немачка        | Мексико         | 3-0  | 5-0      | Пријатељска                               |
| 40. | 8. септембар 1971.  | Хановер, Немачка        | Мексико         | 5-0  | 5-0      | Пријатељска                               |
| 41. | 10. октобар 1971.   | Варшава, Пољска         | Пољска          | 1-1  | 3-1      | Квалификације за Европско првенство 1972. |
| 42. | 10. октобар 1971.   | Варшава, Пољска         | Пољска          | 2-1  | 3-1      | Квалификације за Европско првенство 1972. |
| 43. | 29. април 1972.     | Лондон, Енглеска        | Енглеска        | 3-1  | 3-1      | Квалификације за Европско првенство 1972. |
| 44. | 26. мај 1972.       | Минхен, Немачка         | Совјетски Савез | 1-0  | 4-1      | Пријатељска                               |
| 45. | 26. мај 1972.       | Минхен, Немачка         | Совјетски Савез | 2-0  | 4-1      | Пријатељска                               |
| 46. | 26. мај 1972.       | Минхен, Немачка         | Совјетски Савез | 3-0  | 4-1      | Пријатељска                               |
| 47. | 26. мај 1972.       | Минхен, Немачка         | Совјетски Савез | 4-0  | 4-1      | Пријатељска                               |
| 48. | 14. јун 1972.       | Антверпен, Белгија      | Белгија         | 1-0  | 2-1      | Европско првенство 1972.                  |
| 49. | 14. јун 1972.       | Антверпен, Белгија      | Белгија         | 2-0  | 2-1      | Европско првенство 1972.                  |
| 50. | 18. јун 1972.       | Брисел, Белгија         | Совјетски Савез | 1-0  | 3-0      | Европско првенство 1972.                  |
| 51. | 18. јун 1972.       | Брисел, Белгија         | Совјетски Савез | 3-0  | 3-0      | Европско првенство 1972.                  |
| 52. | 15. новембар 1972.  | Диселдорф, Немачка      | Швајцарска      | 1-0  | 5-1      | Пријатељска                               |
| 53. | 15. новембар 1972.  | Диселдорф, Немачка      | Швајцарска      | 2-0  | 5-1      | Пријатељска                               |
| 54. | 15. новембар 1972.  | Диселдорф, Немачка      | Швајцарска      | 3-0  | 5-1      | Пријатељска                               |
| 55. | 15. новембар 1972.  | Диселдорф, Немачка      | Швајцарска      | 5-0  | 5-1      | Пријатељска                               |
| 56. | 28. март 1973.      | Диселдорф, Немачка      | Чехословачка    | 1-0  | 3-0      | Пријатељска                               |
| 57. | 28. март 1973.      | Диселдорф, Немачка      | Чехословачка    | 2-0  | 3-0      | Пријатељска                               |
| 58. | 5. септембар 1973.  | Москва, Совјетски Савез | Совјетски Савез | 1-0  | 1-0      | Пријатељска                               |
| 59. | 10. октобар 1973.   | Хановер, Немачка        | Аустрија        | 1-0  | 4-0      | Пријатељска                               |
| 60. | 10. октобар 1973.   | Хановер, Немачка        | Аустрија        | 3-0  | 4-0      | Пријатељска                               |
| 61. | 13. октобар 1973.   | Гелзенкирхен, Немачка   | Француска       | 1-0  | 2-1      | Пријатељска                               |
| 62. | 13. октобар 1973.   | Гелзенкирхен, Немачка   | Француска       | 2-0  | 2-1      | Пријатељска                               |
| 63. | 17. април 1974.     | Дортмунд, Немачка       | Мађарска        | 4-0  | 5-0      | Пријатељска                               |
| 64. | 17. април 1974.     | Дортмунд, Немачка       | Мађарска        | 5-0  | 5-0      | Пријатељска                               |
| 65. | 18. јун 1974.       | Хамбург, Немачка        | Аустралија      | 3-0  | 3-0      | Светско првенство 1974.                   |
| 66. | 26. јун 1974.       | Диселдорф, Немачка      | Југославија     | 2-0  | 2-0      | Светско првенство 1974.                   |
| 67. | 3. јул 1974.        | Франкфурт, Немачка      | Пољска          | 1-0  | 1-0      | Светско првенство 1974.                   |
| 68. | 7. јул 1974.        | Минхен, Немачка         | Холандија       | 2-1  | 2-1      | Светско првенство 1974.                   |

## Приватни живот
Милеру се 2015. г. здравствено стање нагло погоршало када му је дијагностикована Алцхајмерова болест с којом се борио шест година све до своје смрти.

## Трофеји

#### Бајерн Минхен
- Бундеслига 4
  - 1969, 1972, 1972, 1974.
- Куп 4
  - 1966, 1967, 1969, 1971.
- Куп шампиона 3
  - 1974, 1975, 1976.
- Интерконтинентални куп 1
  - 1976
- Куп победника купова 1
  - 1967

#### Репрезентација
- Европско првенство 1
  - 1972
- Светско првенство 1
  - 1974

#### Појединачни
- Најбољи стрелац Бундеслиге 7
  - 1967, 1969, 1970, 1972, 1973, 1974, 1978.
- Најбољи стрелац Европе 2
  - 1970, 1972
- Најбољи стрелац Светског првенства 1
  - 1970
- Најбољи стрелац Европског првенства 1
  - 1972
- Најбољи стрелац Купа шампиона 4
  - 1973, 1974, 1975, 1977.
- Немачки фудбалер године 2
  - 1967, 1969.
- Европски фудбалер године 1
  - 1970